# Timothée Picard
Pour les articles homonymes, voir Picard (homonymie).
Timothée Picard est un universitaire et critique musical français né en 1975.

## Biographie
Ancien élève de l'École normale supérieure de Fontenay-Saint-Cloud (1995) et de l'Institut d'études politiques de Paris (1999-2001), agrégé de lettres modernes (1999), il soutient en 2004 une thèse de doctorat sur Wagner à l’Université de Strasbourg.
En 2005, il est élu comme maître de conférences en littérature générale et comparée à l'Université Rennes-II et devient professeur des universités en 2012. De 2011 à 2016, il est membre junior de l'Institut universitaire de France.
Critique musical, il collabore au magazine Classica et à L'Avant-Scène Opéra. Il donne régulièrement des conférences ou des contributions de programmes dans les maisons d’opéra et festivals d’art lyrique français et étrangers. Il est également dramaturge auprès d'institutions prestigieuses (Festival d'Aix-en-Provence) et d'artistes renommés(Christophe Honoré pour Les Idoles).
Avec Jean Cléder, il fonde à Rennes en 2011 le festival « Transversales cinématographiques », consacré aux relations entre le cinéma et les autres arts.

## Publications
- Wagner, une question européenne : contribution à une étude du wagnérisme, 1860-2004, Rennes, Presses universitaires de Rennes, 2006, 550 p.  (ISBN 2-7535-0302-8).
- L'art total : grandeur et misère d'une utopie (autour de Wagner), Rennes, Presses universitaires de Rennes, 2006, 464 p.  (ISBN 2-7535-0294-3).
- Christoph Willibald Gluck, Arles, Actes Sud, 2007, 253  p.  (ISBN 978-2-7427-6589-8).
- Détours et métissage : Le cinéma de Benoit Jacquot (direction avec Jean Cléder), Lormont, Le Bord de l’eau, 2008, 171 p.  (ISBN 978-2-915651-84-3).
- Patrice Chéreau : transversales : théâtre, cinéma, opéra (direction avec Jean Cléder et Didier Plassard), Lormont, Le Bord de l’eau, 2010, 225 p.  (ISBN 978-2-35687-073-5).
- Dictionnaire encyclopédique Wagner (direction) Arles, Actes Sud, Paris, Cité de la musique, 2010, 2494 p.  (ISBN 978-2-74277-843-0) Récompensé par le prix de la Critique 2010 et le prix des Muses 2011 ("Prix spécial du jury").
- Comprendre la musique. Les contributions de Boris de Schlœzer à la Revue musicale et à la Nouvelle revue française, 1921-1956 (édition), Rennes, Presses universitaires de Rennes, 2011, 435 p.  (ISBN 978-2-7535-1343-3).
- Opéra et fantastique (direction avec Hervé Lacombe), Rennes, Presses universitaires de Rennes, 2011, 428 p.  (ISBN 978-2-7535-1324-2).
- Âge d’or – décadence – régénération, Un modèle fondateur pour l’imaginaire musical européen, Paris, Classiques Garnier, 2013, 913 p.  (ISBN 978-2-8124-1286-8).
- Verdi – Wagner, imaginaire de l’opéra et identités nationales, Arles, Actes Sud, 2013, 336 p.  (ISBN 978-2-330-02297-6) Récompensé par le Prix des Muses 2014 ("Prix de l'essai").
- Christophe Honoré : le cinéma nous inachève (direction avec Jean Cléder), Lormont, Le Bord de l'eau, 2014, 256 p.  (ISBN 978-2356871466).
- L'Artifice dans les lettres et les arts (direction avec Elisabeth Lavezzi), Rennes, PUR, 2015, 543 p.  (ISBN 978-2753541450).
- Opéra et mise en scène, vol. 2 (direction), numéro spécial de L'Avant-Scène Opéra no 289, novembre 2015, 146 p.  (ISBN 978-2843853241).
- La Civilisation de l'opéra : sur les traces d'un fantôme, Paris, Fayard, 2016, 727 p. (ISBN 978-2-213-68182-5, présentation en ligne).
- Nombreuses entrées dans les dictionnaires Tout Mozart (Robert Laffont, coll. « Bouquins », 2005  (ISBN 2-221-10437-4), Tout Bach (Robert Laffont, coll. « Bouquins », 2009,  (ISBN 978-2-221-10991-5), L’Univers de l’Opéra (Robert Laffont, coll. « Bouquins », 2012,  (ISBN 978-2-221-11546-6) et Tout Verdi (Robert Laffont, coll. « Bouquins », 2013,  (ISBN 978-2-221-11545-9), dirigés par Bertrand Dermoncourt.
- OLIVIER PY, Planches de salut, 2018, Actes sud, 410p  (ISBN 978-2-330-10262-3).
- Opéra et cinéma (direction avec Aude Ameille, Pascal Lécroart et Emmanuel Reibel), Rennes, PUR, 2017, 494 p.  (ISBN 978-2-753-55205-0)
- La Critique musicale au XXe siècle (direction), Rennes, PUR, 2020, 1000 p.  (ISBN 978-2-753-57920-0)